# Rockstar Vancouver
Rockstar Vancouver (ранее Barking Dog Studios Ltd.) — компания, специализировавшаяся на разработке компьютерных игр; являлась дочерним обществом Rockstar Games. Офис располагался в городе Ванкувер, провинция Британская Колумбия, Канада. Наиболее известные игры — Bully и Max Payne 3.

## История компании
Компания была основана как Barking Dog Studios (дословно: рус. «лающий пес») в мае 1998 года Брайаном Толкеном (англ. Brian Thalken) и несколькими другими сотрудниками, ушедшими из Radical Entertainment. Первой игрой компании стала Homeworld: Cataclysm (1999) — стратегия в реальном времени, выполненная в научно-фантастической стилистике.
Вторым проектом компании Barking Dog стала Counter-Strike (2000 год). История разработки коммерческой версии этой игры началась с создания модификации для Half-Life; Barking Dog работали над картами к игре. Примечательным фактом является то, что на одной из локаций Counter-Strike («de_train»), игрок может увидеть изображение собаки, выполненное в карикатурном стиле на одном из вагонов. Другой секрет (т.н. «пасхальное яйцо») заключается в том, что если игрок проползет под вагоном, послышится собачий лай.
В 2002 году вышла третья компьютерная игра компании — командный шутер с видом от первого лица Global Operations. Игра, перенявшая многие черты от Counter-Strike, сфокусирована на многопользовательских сражениях.
В августе того же года было объявлено о приобретении Barking Dog Studios компанией Rockstar Games и смене названия на Rockstar Vancouver. Ноябрь ознаменовался выходом стратегической игры Treasure Planet: Battle at Procyon, изданной Disney Interactive.
В 2006 году на консоли PlayStation 2 была выпущена игра Bully (рус. «задира», «хулиган»), ставшая первой игрой компании, выпущенной под новым именем Rockstar Vancouver.
Bully рассказывает историю Джимми Хопкинса, трудного подростка, обучающегося в Булвортской академии. До того как попасть в школу Булворта — небольшого и провинциального городка в Новой Англии, Джимми выгоняли из семи школ. Теперь главному герою игры предстоит освоиться в новом месте, найти общий язык с товарищами и попытаться подчинить себе все школьные группировки.
Очень положительно встреченная специализированной прессой, Bully, однако в разное время подвергалась критике, обвиняясь в пропаганде насилия в школах; в Бразилии была официально запрещена, а её распространение карается денежным штрафом; в результате сайт Yahoo! Games включил Bully в десятку самых противоречивых компьютерных игр.
В 2008 году для персонального компьютера и консолей Xbox 360 и Wii, выпущена новая редакция игры — Bully: Scholarship Edition, отличающаяся улучшенной графикой и рядом нововведений в игровом процессе. В частности, были добавлены новые уроки. Игра разрабатывалась совместно с другим филиалом Rockstar — Rockstar New England. Несмотря на очень высокие оценки, продажи первой редакции на PlayStation 2, согласно некоторым сведениям, были недостаточными для создания второй части; однако позднее появились сведения о разработке сиквела. Так, композитор игры Шон Ли (англ. Shawn Lee) обмолвился о том, что ему, возможно «придется погрузиться в скором времени в работу над музыкой к Bully 2».
Последней работой компании является шутер Max Payne 3 . Первые две части игры серии были созданы финской компанией Remedy Entertainment, действие которых происходило в Нью-Йорке, тогда как действие основного сюжета третьей части перенесено в Бразилию, город Сан-Паулу. Игра находилась в разработке несколько лет, её выход переносился несколько раз и мог состояться в конце 2010 или начале 2011 года. В конечном итоге, игра вышла 15 мая 2012 года на консолях PlayStation 3 и Xbox 360; выход на ПК состоялся в июне.
9 июля 2012 стало известно об объединении компании с другим филиалом Rockstar Games: Rockstar Toronto, также размещающимся в Канаде. По состоянию на июль 2012 года в Rockstar Vancouver  работало 35 человек.

## Разработанные игры
- 1999 — Homeworld: Cataclysm (ПК)
- 2000 — Counter-Strike (ПК) (вспомогательная разработка)
- 2002 — Global Operations (ПК)
- 2002 — Treasure Planet: Battle at Procyon (ПК)
- 2006 — Bully (PlayStation 2; планировалась также версия для Xbox)
- 2008 — Bully: Scholarship Edition (ПК, Xbox 360, Wii,  PlayStation 3) (совместно с Rockstar New England)
- 2012 — Max Payne 3 (ПК, Xbox 360, PlayStation 3)